# Tetracarbonilnichel
Il tetracarbonilnichel (o nichel tetracarbonile) Ni(CO)4 è un complesso organometallico che si presenta come un liquido volatile e incolore e rappresenta un reagente versatile . Descritto per la prima volta da Ludwig Mond nel 1890 è stato il primo complesso metallocarbonilico semplice ad essere riportato. La sua tossicità e volatilità a temperatura ambiente gli hanno fatto guadagnare l'appellativo di "morte liquida".

## Struttura e legame
Il tetracarbonilnichel è costituito da un atomo centrale di nichel circondato da quattro carbonili CO. Il nichel coordina i leganti carbonili tramite gli atomi di carbonio di CO. Le strutture di questi composti ingannarono i chimici per molti anni e prima del 1950 molti studi descrivevano catene di CO che chelavano il metallo (cioè lo legavano tramite più legami semplici in modo tale da circondarlo come una "tenaglia"). 
Il nicheltetracarbonile possiede 18 elettroni di valenza ed è quindi un composto a 18 elettroni. In Ni(CO)4 il nichel possiede numero d'ossidazione 0.

## Sintesi
Il tetracarbonilnichel fu sintetizzato nel 1890 da Ludwig Mond per reazione diretta fra nichel metallico e monossido di carbonio. Questo lavoro pionieristico prefigurò l'esistenza di molti altri metallocarbonili inclusi quelli del vanadio, cromo, manganese, ferro e cobalto. 
Il nichel metallico reagisce a temperatura ambiente con monossido di carbonio gassoso per formare il tetracarbonile. Facendo avvenire la reazione a 50 °C con nichel impuro e decomponendo successivamente Ni(CO)4 gassoso formatosi, per riscaldamento moderato, come per contatto con una superficie calda, si attua il processo Mond di purificazione del nichel metallico. 

## Reazioni chimiche
Come altri metallocarbonili a valenza bassa, il nicheltetracarbonile subisce reazioni di sostituzione del CO e può essere ossidato. Ligandi donatori di elettroni come la trifenilfosfina reagiscono dando Ni(CO)3(PPh3) e Ni(CO)2(PPh3)2. La 2,2'-bipiridina e i ligandi simili si comportano allo stesso modo.
Il cloro ossida il nichel carbonile a cloruro di nichel NiCl2, liberando monossido di carbonio. Altri alogeni si comportano analogamente. Queste reazioni costituiscono un pratico metodo per rendere il composto atossico. La riduzione o il trattamento con idrossidi porta alla formazione di cluster come [Ni5(CO)12]2- e [Ni6(CO)12]2-. 
La reazione di Ni(CO)4 con gruppi alchilici e arilici spesso produce composti organici con legame carbonilico -(C=O)-. Gruppi vinilici, come quello di C6H5CH=CHBr, sono convertiti in esteri insaturi dopo trattamento con tetranichelcarbonile seguito da metossido di sodio CH3O-Na+. Alcune reazioni procedono probabilmente attraverso Ni(CO)3, che subisce addizione ossidativa.
I metallocarbonili sono anche suscettibili di attacco nucleofilo: trattando Ni(CO)4 con alcuni nucleofili Nu- dà acil derivati di formula generica [Ni(CO)3C(O) Nu]-.